# Three Hours to Kill
Three Hours to Kill is een Amerikaanse western uit 1954 onder regie van Alfred L. Werker. Destijds werd de film in Nederland uitgebracht onder de titel De man met het litteken.

## Verhaal
Jim Guthrie keert terug naar zijn geboortestad. Hij was drie jaar op de vlucht, nadat hij valselijk werd beschuldigd van de moord op Carter Mastin. Jim komt erachter dat zijn oude vriend Ben East intussen sheriff is geworden in de stad. De inwoners vragen zich af waar het litteken in de nek van Jim vandaan komt.

## Rolverdeling
| Acteur             | Personage        |
| ------------------ | ---------------- |
| Dana Andrews       | Jim Guthrie      |
| Donna Reed         | Laurie Mastin    |
| Dianne Foster      | Chris Palmer     |
| Stephen Elliott    | Sheriff Ben East |
| Richard Coogan     | Niles Hendricks  |
| Laurence Hugo      | Marty Lasswell   |
| James Westerfield  | Sam Minor        |
| Richard Webb       | Carter Mastin    |
| Carolyn Jones      | Polly            |
| Charlotte Fletcher | Betty            |
| Whit Bissell       | Deke             |